# Achille Valenciennes
Achille Valenciennes (Parigi, 9 agosto 1794 – 13 aprile 1865) è stato uno zoologo francese specializzato nello studio dei pesci.

Compì i suoi studi in Scienze Biologiche, laureandosi nel 1817, specializzandosi in Protozoologia e Ittiologia sotto la guida del grande biologo francese Georges Cuvier. I suoi studi sui vermi parassiti nel corpo umano diedero un importante contributo alla parassitologia. Dedicò una larga parte della sua vita allo studio e alla classificazione degli animali, sia fossili che viventi.
Collaborò con Cuvier alla stesura dell'opera in 22 volumi intitolata Histoire naturelle des poissons (1828-1848), portandola a compimento da solo dopo la morte di Cuvier avvenuta nel 1832. È l'autorità binomiale per numerose specie di pesci.
Dal 1832 sino alla sua morte fu titolare della cattedra di Histoire naturelle des mollusques, des vers et des zoophytes (Storia naturale dei molluschi, dei vermi e degli zoofiti) al Muséum national d'histoire naturelle. Nel 1844 divenne membro dell'Académie des sciences.

## Lista parziale delle pubblicazioni
- 1841: Aspidophoroide. Dictionnaire universel d'histoire naturelle. C. d'Orbigny (dir.), vol. 2 : 237–238.
- 1858: Description d'une nouvelle espèce d'Aspidophore pêché dans l'une des anses du port de l'empereur Nicolas... C. R. Acad. Sci. Paris, v. 47 : 1040–1043.

| Valenciennes è l'abbreviazione standard utilizzata per le specie animali descritte da Achille Valenciennes. Categoria:Taxa classificati da Achille Valenciennes |